# Marine Aircraft Group 15
Le Marine Aircraft Group 15 (MAG-15) était un groupe d'aviation du Corps des Marines des États-Unis créé pendant la Seconde Guerre mondiale. Le MAG-15, un groupe d'entraînement au transport et à la photo-reconnaissance, a été mis en service le 1er mars 1942, avec son quartier général au camp Kearny, à San Diego. En plus de l'entraînement radio et photographique, le groupe a également dirigé une école de navigation. Parmi ses autres rôles, on peut citer l'acceptation des avions de la côte ouest et le service de transport pour le corps des Marines,,.